# Слободан Тишма
Слободан Тишма (Стара Пазова, 14. мај 1946) српски је књижевник и музичар. Оснивач је новоталасних бендова Луна и Ла страда. Добитник је НИН-ове награде за 2011. годину, за роман Бернардијева соба.

## Биографија
Слободан Тишма је почео да се бави музиком раних 1960-их основавши пар бендова који нису имали већег успеха. Повукао се из музике и посветио писању и објављивању поезије у литерарним часописима и студентским новинама. Пошто је на њега утицала поезија Артура Рембоа, често је користио псеудоним Артур.
Са појавом панка и новог таласа 1979. године је основао састав Ла страда, у коме су били и басиста Борислав Ословчан, бубњар Иван Феце Фирчи и гитаристи Драган Настасић и Синиша Илић. Студентски снимци „Он“ и „Сат“ објављени су на касети „Хокеј клуб Виргинитас“ (Динг Донг, 1980). 1980. године Ла страда је прерасла у Луну који су сем Тишме чинили и Зоран Булатовић Бале, Иван Феце Фирчи, Јасмина Митрушић и Марко Вукомановић Маре. Група Луна је издала један албум, и то пошто се већ распала 1984. године, под именом „Нестварне ствари“. Текстове песама на овом албуму писао је Тишма. Исте године тај албум у Загребу је добио признање "7 секретара СКОЈ-а“.
После распада Луне Тишма је са Јасмином Митрушић обновио Ла страду, којој су се придружили још и Роберт Радић, Жолт Хорват и Данијел Стари. Њихова једина плоча „Ла страда“, снимљена је за један дан, а објављена је 1987. године у издању М продукције Радио Новог Сада.
Године 1989. Ла страда се расформирала и Тишма се повукао из музичког света.
Вратио се литератури и објавио књиге поезије „Маринизми“ (Ружа лутања, 1995) и „Врт као то“ (Ружа лутања, 1997) и „Урвидек“ (2005), за коју је добио награду Стеван Сремац. У књижевним часописима повремено је објављивао дневничке записе под називом „Блуз дајари“ (Blues diary). Године 2009. за издавачку кућу Лагуна објављује роман „Quattro stagioni“. за коју 2010. добија награду „Биљана Јовановић“. У издању Културног центра Новог Сада 2011. године објављен му је роман „Бернардијева соба“, за који је добио НИН-ову награду.
Године 2022. објавио је аутобиографску књигу Астал тиш риба фриш - Живот песника political nigredo (Нојзац, Нови Сад,2022). Књига је била у ширем избору за НИН-ову награду.

## Признања
- Награда „Печат вароши сремскокарловачке”, за песму без наслова, 1968.
- Награда „Стеван Сремац”, за књигу прича Урвидек, 2006.
- Награда „Биљана Јовановић”, за роман Quatro stagioni, 2009.
- НИН-ова награда, за роман Бернардијева соба, 2011.
- Награда „Милован Видаковић”, 2012.[8]
- Награда Народне библиотеке Србије за најчитанију књигу године, за роман Бернардијева соба, 2013.
- Медаља културе за животно дело, 2015.

## Галерија
- Чланци о Слободану Тишми
- Чланци о Слободану Тишми
- Чланци о Слободану Тишми
- Чланци о Слободану Тишми